# Триселенид нептуния
Триселенид нептуния — бинарное неорганическое соединение,
соль нептуния и селеноводородной кислоты
с формулой NpSe3,
чёрные кристаллы.

## Получение
- Длительное нагревание гидрида нептуния с избытком селена при 350°С.

## Физические свойства
Триселенид нептуния образует чёрные кристаллы
моноклинной сингонии,
пространственная группа P 21/m,
параметры ячейки a = 0,564 нм, b = 0,401 нм, c = 1,906 нм, β = 79,60°, Z = 4.